# Maurizio Galbaio
Maurizio Galbaio (Eraclea, ca. 4e decennia van de 8e eeuw - 787) was de 7e doge van Venetië.

## Biografie

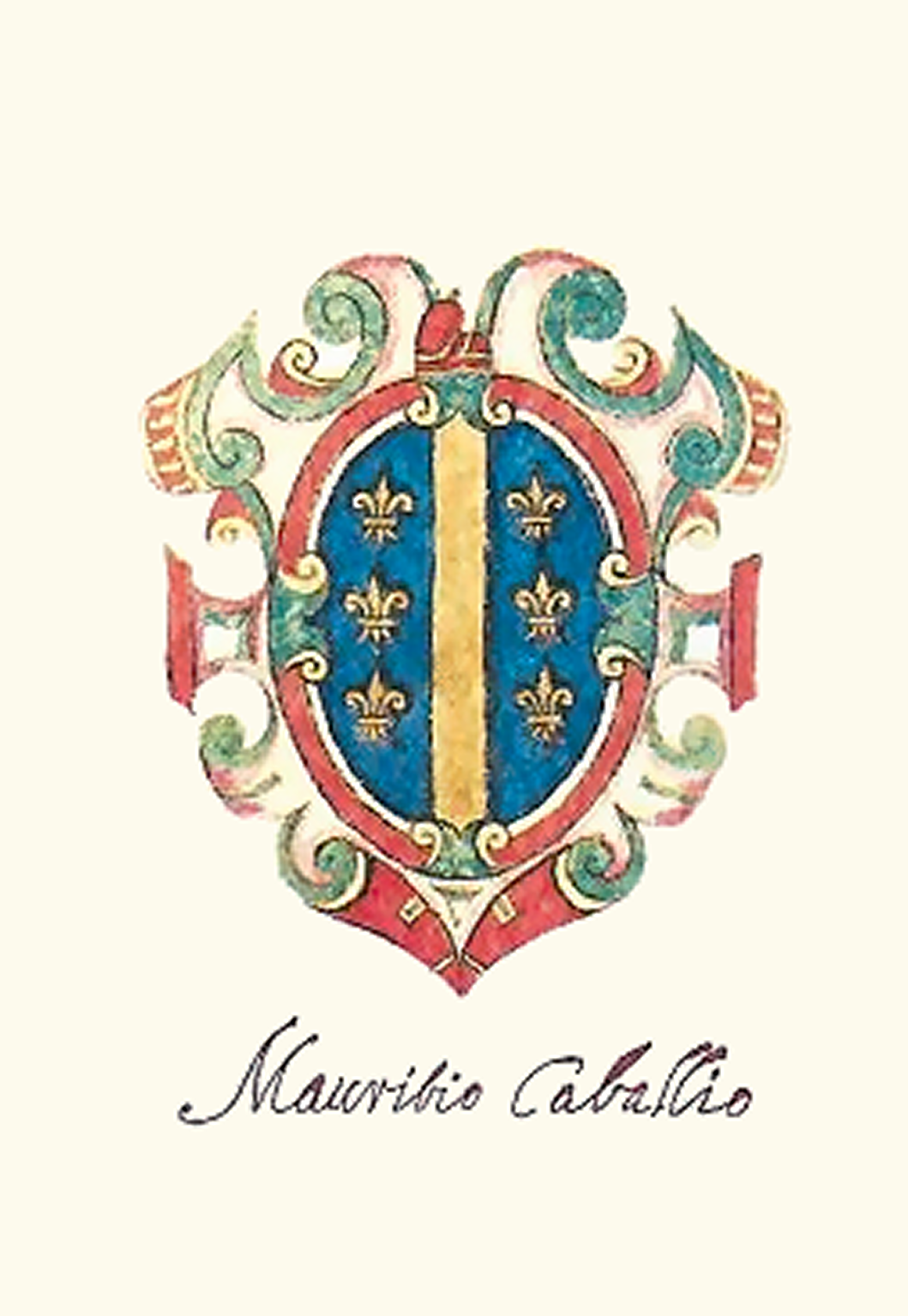
Wapenschild van Maurizio Galbaio.

Oorspronkelijk uit Eraclea, hij maakte deel uit van de grootgrondbezitters en was, volgens Giovanni Deacono, een groot kenner van openbare aangelegenheden.
Hij werd tot doge verkozen  in 764 in Malamocco, toen het centrum van de Republiek Venetië, op een vergadering die bijeengeroepen was na de afzetting van Domenico Monegario (Monegario had geprobeerd de macht van de tribunen in te perken). Zijn verkiezing, die plaatsvond zonder onenigheid, sloot een lange periode van instabiliteit af, gekenmerkt door interne conflicten tussen de aristocratie die verdeeld was in verschillende facties op basis van economische en politieke belangen. De verkiezing van een inwoner van Eraclea in de rivaliserende stad Malamocco kon gezien worden als een teken van verbetering. 
Zijn lange regeerperiode wordt in de kronieken gezien als een periode van interne vrede en goed bestuur. Onder zijn bewind begon de stad weer te groeien en ook economisch ging het beter. Voor een deel kwam dat door de toegenomen slavenhandel. Er werden nieuwe eilandjes bewoonbaar gemaakt, waaronder de moeilijk te bebouwen Rialto-eilanden in het midden van de lagune. Volgens historici, alsook een evenwichtig en eerlijk heerser te zijn, had hij de verdienste Venetië zo veel mogelijk weg te houden van de toenmalige turbulente gebeurtenissen in Europa: de val van het Longobardische Rijk, de opkomst van Karel de Grote, de nieuwe politieke rol van de paus en de crisis van het Byzantijnse Rijk in het Westen.
Maurizio Galbaio heeft ook bijgedragen aan de verdere versterking van de figuur van de doge, die ontstaan was als eenvoudige ambtenaar, bijgestaan door bureaucratisch-militaire tribunen. Terwijl het formeel afhankelijk bleef van Constantinopel, versnelde het proces van erfrecht in Venetië en de doge werd een instelling met vorstelijke dynastieke opvolging. Dit werd aangetoond in 778/779 toen hij zijn zoon Giovanni Galbaio aanstelde tot co-regent.
De doge droeg tevergeefs bij tot de verdediging van Istrië, dat werd veroverd door de Longobarden in 770. Deze gebeurtenis leidde tot de verbrokkeling van de antieke Regio X Venetia et Histria die, sinds haar oprichting in de tijd van Augustus, altijd een unitair geheel was geweest. Volgens de Liber pontificalis werd tijdens dit conflict zijn zoon Giovanni gevangengenomen door de bezetters.
Hierna werd de doge geconfronteerd met de dreiging van de Franken van Karel de Grote die in 774 het Rijk van de Longobarden hadden veroverd. Hij reageerde hierop door zich te gedragen als religieus: hij bevorderde de oprichting van het bisdom Olivolo in 775, waardoor hij een instelling creëerde die volledig losgekoppeld was van het vasteland en in harmonie was met de regering van de lagune. Hierbij werd op Olivolo begonnen met de bouw van de Sint Pieterskathedraal. Deze beslissing zorgde voor een bitter conflict met Giovanni, de patriarch van Grado, het hoogste religieuze ambt in Venetië.
In de periode 787-788 beëindigden de Franken de verovering van Istrië en hierdoor was de Republiek volledig omringd. In 787 werden de Venetiaanse kooplieden verdreven uit het gebied van Ravenna en de Pentapolis en hun goederen werden in beslag genomen in het voordeel van het Bisdom Ravenna. De wet, gesteund door de paus, was bedoeld om de een van de laatste herinneringen van de Byzantijnen in Italië te verzwakken.